# Bompas (Pyrénées-Orientales)
Pour les articles homonymes, voir Bompas.
Bompas  est une commune française située dans le nord-est du département des Pyrénées-Orientales, en région Occitanie. Sur le plan historique et culturel, la commune est dans le Roussillon, une ancienne province du royaume de France, qui a existé de 1659 jusqu'en 1790 et qui recouvrait les trois vigueries du Roussillon, du Conflent et de Cerdagne.
Exposée à un climat méditerranéen, elle est drainée par la Têt et par deux autres cours d'eau.
Bompas est une commune urbaine qui compte 7 712 habitants en 2022, après avoir connu une forte hausse de la population depuis 1962. Elle est dans l'agglomération de Perpignan et fait partie de l'aire d'attraction de Perpignan. Ses habitants sont appelés les Bompassencqs ou  Bompassencques.

## Géographie

### Localisation
La commune de Bompas se trouve dans le département des Pyrénées-Orientales, en région Occitanie.
Elle se situe à 5 km à vol d'oiseau de Perpignan, préfecture du département
La commune fait en outre partie du bassin de vie de Perpignan.
Les communes les plus proches sont : 
Pia (1,8 km), Claira (3,7 km), Villelongue-de-la-Salanque (4,2 km), Perpignan (4,9 km), Torreilles (5,6 km), Cabestany (5,7 km), Rivesaltes (6,4 km), Saint-Hippolyte (6,5 km).
Sur le plan historique et culturel, Bompas fait partie de l'ancienne province du royaume de France, le Roussillon, qui a existé de 1659 jusqu'à la création du département des Pyrénées-Orientales en 1790 et qui recouvrait les trois vigueries du Roussillon, du Conflent et de Cerdagne.

### Communes limitrophes
Les communes limitrophes sont  Claira, Perpignan, Pia et Villelongue-de-la-Salanque.

### Géologie et relief
La superficie de la commune est de 570 hectares. L'altitude varie entre 9 et 20 mètres.
La commune est classée en zone de sismicité 3, correspondant à une sismicité modérée.

### Climat
Pour des articles plus généraux, voir Climat de l'Occitanie et Climat des Pyrénées-Orientales.
En 2010, le climat de la commune est de type climat méditerranéen franc, selon une étude du CNRS s'appuyant sur une série de données couvrant la période 1971-2000. En 2020, Météo-France publie une typologie des climats de la France métropolitaine dans laquelle la commune est exposée à un climat méditerranéen et est dans la région climatique Provence, Languedoc-Roussillon, caractérisée par une pluviométrie faible en été, un très bon ensoleillement (2 600 h/an), un été chaud (21,5 °C), un air très sec en été, sec en toutes saisons, des vents forts (fréquence de 40 à 50 % de vents > 5 m/s) et peu de brouillards.
Pour la période 1971-2000, la température annuelle moyenne est de 15 °C, avec une amplitude thermique annuelle de 15,6 °C. Le cumul annuel moyen de précipitations est de 578 mm, avec 5,9 jours de précipitations en janvier et 2,6 jours en juillet. Pour la période 1991-2020, la température moyenne annuelle observée sur la station météorologique la plus proche, située sur la commune de Perpignan à 5 km à vol d'oiseau, est de 16,0 °C et le cumul annuel moyen de précipitations est de 578,3 mm,. Pour l'avenir, les paramètres climatiques de la commune estimés pour 2050 selon différents scénarios d’émission de gaz à effet de serre sont consultables sur un site dédié publié par Météo-France en novembre 2022.

### Milieux naturels et biodiversité
Aucun espace naturel présentant un intérêt patrimonial n'est recensé sur la commune dans l'inventaire national du patrimoine naturel,,.

## Urbanisme

### Typologie
Au 1er janvier 2024, Bompas est catégorisée ceinture urbaine, selon la nouvelle grille communale de densité à sept niveaux définie par l'Insee en 2022.
Elle appartient à l'unité urbaine de Perpignan, une agglomération intra-départementale regroupant 15  communes, dont elle est une commune de la banlieue,,. Par ailleurs la commune fait partie de l'aire d'attraction de Perpignan, dont elle est une commune de la couronne,. Cette aire, qui regroupe 118 communes, est catégorisée dans les aires de 200 000 à moins de 700 000 habitants,.

### Occupation des sols
L'occupation des sols de la commune, telle qu'elle ressort de la base de données européenne d’occupation biophysique des sols Corine Land Cover (CLC), est marquée par l'importance des territoires agricoles (61,2 % en 2018), en diminution par rapport à 1990 (65,3 %). La répartition détaillée en 2018 est la suivante : 
zones agricoles hétérogènes (61,2 %), zones urbanisées (35,6 %), espaces verts artificialisés, non agricoles (3,2 %). L'évolution de l’occupation des sols de la commune et de ses infrastructures peut être observée sur les différentes représentations cartographiques du territoire : la carte de Cassini (XVIIIe siècle), la carte d'état-major (1820-1866) et les cartes ou photos aériennes de l'IGN pour la période actuelle (1950 à aujourd'hui).

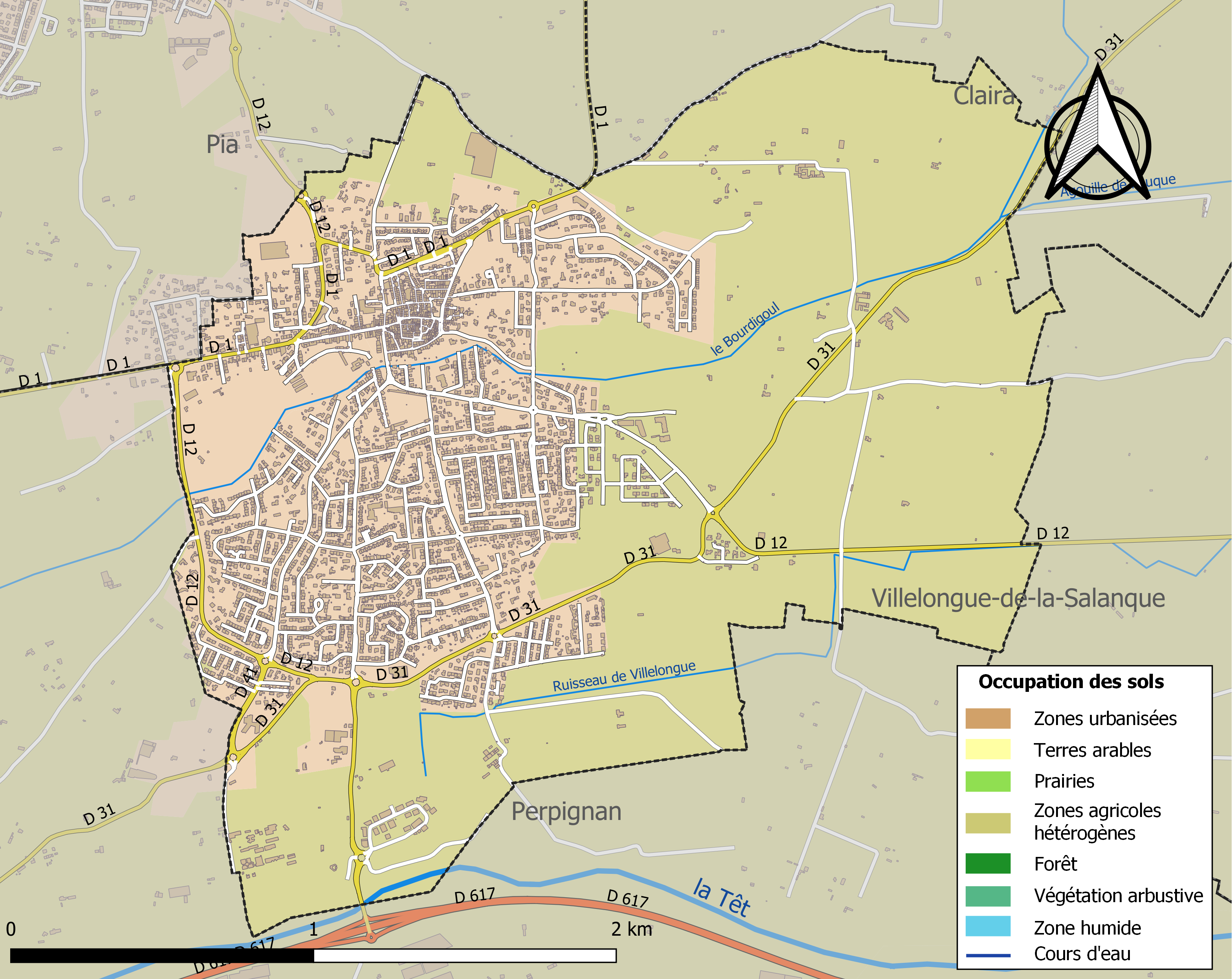
Carte des infrastructures et de l'occupation des sols de la commune en 2018 (CLC).

### Voies de communication et transports
Routes
Au sud de la ville se trouve la départementale D617 qui relie Perpignan à Canet-en-Roussillon[réf. nécessaire].
Transports
Bompas est desservi par deux lignes de bus de la communauté d'agglomération (Sankéo)[réf. nécessaire] :
- La ligne 12 qui passe par Canohès et Torreilles ;
- La ligne 5 qui relie la porte d'Espagne (sud de Perpignan) et Sainte-Marie.

### Risques majeurs
Le territoire de la commune de Bompas est vulnérable à différents aléas naturels : inondations, climatiques (grand froid ou canicule) et séisme (sismicité modérée). Il est également exposé à deux risques technologiques,  le transport de matières dangereuses et la rupture d'un barrage,.

#### Risques naturels

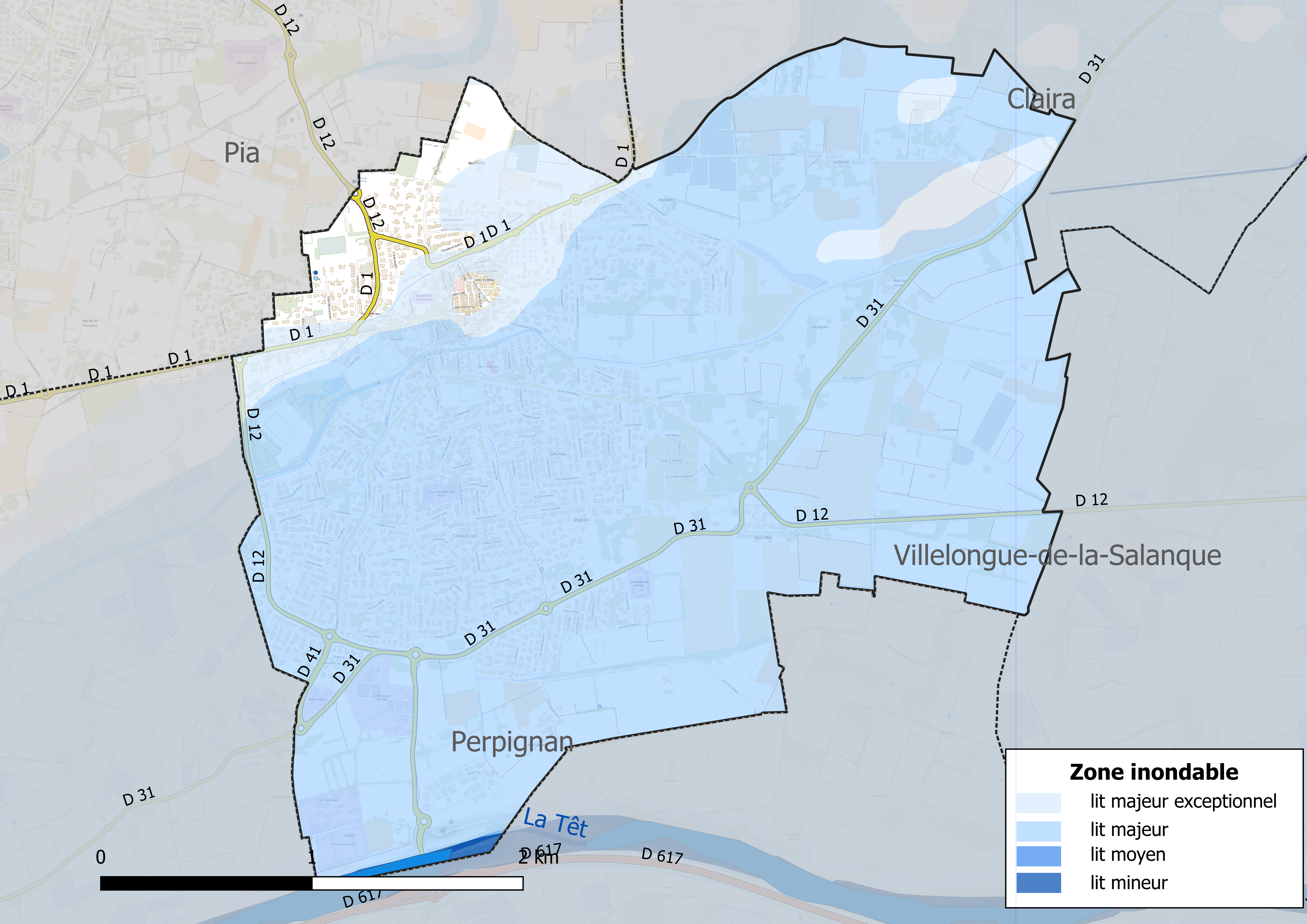
Zones inondables de la commune de Bompas.

Certaines parties du territoire communal sont susceptibles d’être affectées par le risque d’inondation par crue torrentielle de cours d'eau du bassin de la Têt. La commune fait partie du territoire à risques importants d'inondation (TRI) de Perpignan-Saint-Cyprien, regroupant 43 communes du bassin de vie de l'agglomération perpignanaise, un des 31 TRI qui ont été arrêtés le 12 décembre 2012 sur le bassin Rhône-Méditerranée. Des cartes des surfaces inondables ont été établies pour trois scénarios : fréquent (crue de temps de retour de 10 ans à 30 ans), moyen (temps de retour de 100 ans à 300 ans) et extrême (temps de retour de l'ordre de 1 000 ans, qui met en défaut tout système de protection),.
Ces risques naturels sont pris en compte dans l'aménagement du territoire de la commune par le biais d'un plan de prévention des risques inondations.

#### Risques technologiques
Le risque de transport de matières dangereuses sur la commune est lié à sa traversée par une canalisation de transport de gaz. Un accident se produisant sur une telle infrastructure est en effet susceptible d’avoir des effets graves au bâti ou aux personnes jusqu’à 350 m, selon la nature du matériau transporté. Des dispositions d’urbanisme peuvent être préconisées en conséquence.
Dans le département des Pyrénées-Orientales, on dénombre sept grands barrages susceptibles d’occasionner des dégâts en cas de rupture. La commune fait partie des 66 communes susceptibles d’être touchées par l’onde de submersion consécutive à la rupture d’un de ces barrages, le barrage de Caramany sur l'Agly ou les barrages des Bouillouses et de Vinça sur la Têt.

## Toponymie
En catalan, le nom de la commune est Bompàs, dont le français Bompas est issu.
L'étymologie de Bompas provient du latin bonum passum qui signifie « bon passage ». Aux XIIe et XIIIe siècles, les formes attestées sont Malo Passu et Malpas, « mauvais passage ». Au XIIIe siècle, c'est devenu Bono Passu et Bonpas, peut-être à la suite de travaux améliorant le passage, ou par superstition. En effet, le site de Bompas était situé sur un passage à gué sur le fleuve Têt. La graphie actuelle est apparue au XIXe siècle et constitue donc une aberration.

## Histoire
La Voie Domitienne traversait le territoire de la commune dans l'Antiquité. Seul témoignage de cette époque, un trésor de monnaies gauloises et romaines a été découvert en 1910 près de l'ancien chemin dit de Charlemagne et comprenant 650 monnaies des Volques Tectosages ainsi que 13 deniers consulaires datant de 139 à 74 av. J.-C. Au XIIe siècle, il existe une famille de seigneurs de Malpas, avant que le comte de Roussillon Girard II ne lègue la seigneurie à la milice du Temple en 1172. Après la disparition des Templiers, celle-ci devient une possession des Hospitaliers de l'Ordre de Saint-Jean de Jérusalem.

## Politique et administration
Bompas est membre de la communauté d'agglomération Perpignan Méditerranée. La commune est rattachée à la 1re circonscription des Pyrénées-Orientales.

### Canton
En 1790, la commune de Bompas est incluse dans le canton de Saint-Laurent-de-la-Salanque puis, à partir de 1801, dans le canton de Perpignan-Ouest et enfin à partir de 1973 dans le canton de Perpignan-7, qu'elle ne quitte plus par la suite,.
À compter des élections départementales de 2015, la commune est incluse dans le canton de Perpignan-2, déjà existant mais entièrement reconfiguré.

### Tendances et résultats politiques
À l’exception du scrutin municipal peu politisé, l’électorat bompassencq vote habituellement à droite, les candidats du parti Les Républicains (parti qui remplace l'UMP) et du Front national obtenant généralement des scores supérieurs à leur moyenne nationale. Le meilleur résultat obtenu par la gauche ces dernières années a été de 46,81 % aux élections présidentielles de 2012.
Élections présidentielles (résultats des deuxièmes tours)
- 2017 : 52,87 % pour Marine Le Pen (FN), 47,13 % pour Emmanuel Macron (LREM), 76,29 % de votants[28].[réf. nécessaire]
- 2012 : 59,19 % pour Nicolas Sarkozy ( UMP),46,81 % pour François Hollande (PS), 93,09 % de votants[29][réf. nécessaire]
- 2007 : 59,72 % pour Nicolas Sarkozy (UMP), 40,28 % pour Ségolène Royal (PS), 85,82 % de votants[réf. nécessaire]
- 2002 : 68,73 % pour Jacques Chirac (RPR), 31,27 % pour Jean-Marie Le Pen (FN), 82,24 % de votants[30][réf. nécessaire]

Élections législatives (résultats des deuxièmes tours)
- 2017 : 51,21 % pour Romain Graud (LREM) (élu), 48,79 % pour Alexandre Bolo (FN), 42,09 % de votants[réf. nécessaire].
- 2012 : 40,04 % pour Jacques Cresta (DVG) (élu), 32,60 % pour Daniel Mach (UMP), 27,36 % pour Louis Aliot (FN), 97,90 % de votants[réf. nécessaire].
- 2007 : 60,30 % pour Daniel Mach (UMP) (élu), 39,70 % pour Jean Vila (PCF), 59,85 % de votants[réf. nécessaire].
- 2002 : 55,91 % pour Daniel Mach (UMP) (élu), 44,09 % pour Jean Vila (PCF), 59,92 % de votants[réf. nécessaire].

Élections européennes, listes ayant obtenu plus de 10 % des suffrages exprimés.
- 2014 : 39,49 % pour Louis Aliot (FN), 16,17 % pour Michèle Alliot-Marie (UMP), 11,96 % pour Virginie Rozière (PRG), 43,99 % de participation[réf. nécessaire].
- 2009 : 27,58 % pour Dominique Baudis (UMP), 15,66 % pour Louis Aliot (FN), 12,76 % pour Kader Arif (PS), 11,41 % pour José Bové (Europe Écologie), 35,42 % de participation[31].
- 2004 : 31,92 % pour Kader Arif (PS), 16,40 % pour Jean-Claude Martinez (FN), 15,48 % pour Alain Lamassoure (UMP), 12,23 % pour Jean-Marie Cavada (UDF), 38,17 % de participation.[réf. nécessaire].

Élections régionales, résultats des deuxièmes tours
- 2015 : 49,54 % pour Louis Aliot (FN), 32,48 % pour Carole Delga (PS), 59,32 % de participation[réf. nécessaire].
- 2010 : 44,40 % pour Georges Frêche (DVG), 30,32 % pour Raymond Couderc (UMP), 25,28 % pour France Jamet (FN), 47,99 % de participation[32].
- 2004 : 45,71 % pour Georges Frêche (PS), 34,12 % pour Jacques Blanc (UMP), 20,17 % pour Alain Jamet (FN), 73,09 % de participation.[réf. nécessaire].

Élections cantonales, résultats des deuxièmes tours.
- 2015 : 58,80 % pour Jean Sol ( UMP) (élu), 41,20 % pour Irina Kortanek (FN), 56,46 % de participation[réf. nécessaire].
- 2011 : 63,43 % pour Jean Sol ( UMP) (élu), 36,52 % pour Irina Kortanek (FN), 54,02 % de participation[réf. nécessaire].
- 2004 : 43,14 % pour Claude Cansouline (PS), 43,01 % pour Jean Sol (UMP) (élu), 13,84 % pour Joseph Sampe (FN), 74,56 % de participation[réf. nécessaire].
- 1998 : 43,10 % pour Claude Cansouline (PS) (élu), 30,66 % pour Françoise Barate (RPR), 26,24 % pour Roger Chenaye (FN), 58,86 % de participation[réf. nécessaire].

Élections municipales, résultats des premiers tours.
- 2014 : 48,83 % pour Jean-Paul Batle (SE), 40,17 % pour Jean Sol (UMP), 10,98 % pour Irina Kortanek (FN), 73,83 % de participation[réf. nécessaire].
- 2008 : 54,42 % pour Jean-Paul Batlle (SE), 34,75 % pour Jean Sol (UMP), 10,83 % pour Pierre Casadevall (DVG), 77,48 % de participation[réf. nécessaire].
- 2001 : 55,39 % pour Jean-Paul Batlle (SE), 27,09 % pour Bernard Constans (UDF-RPR-DL), 17,52 % pour Christiane Maillol (Gauche plurielle)[réf. nécessaire]

Élections référendaires.
- Référendum de 2005 relatif au traité établissant une Constitution pour l’Europe : 67,26 % pour le Non, 32,74 % pour le Oui, 72,49 % de participation[réf. nécessaire].

### Administration municipale.
Vingt-neuf élus siègent au conseil municipal : la majorité municipale est composée de vingt-deux membres élus sur la liste du maire sans étiquette Jean-Paul Battle ; siègent également six conseillers. Les Républicains élus sur la liste menée par Jean Sol et une conseillère FN Irina Kortanek.

### Liste des maires

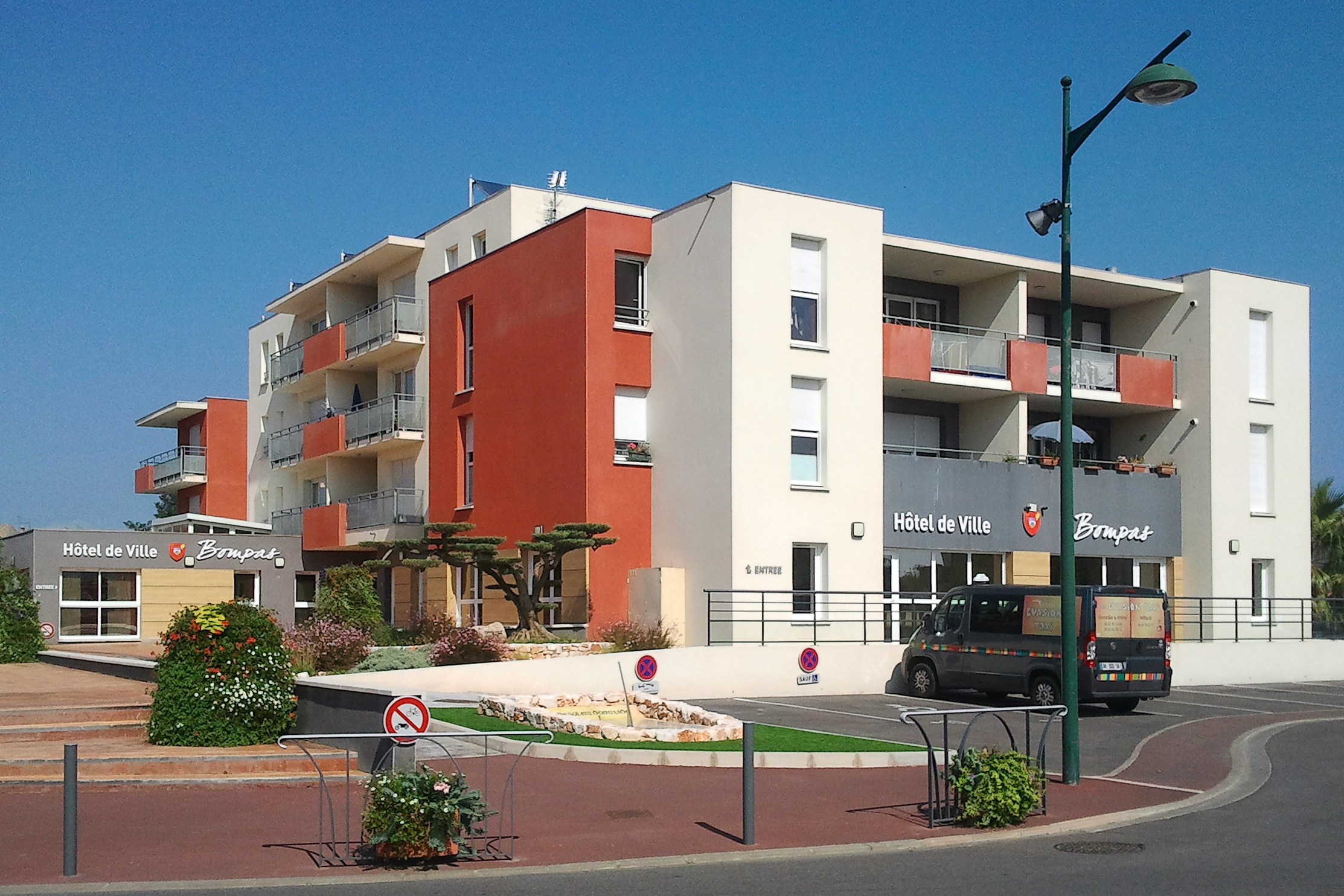
La mairie.

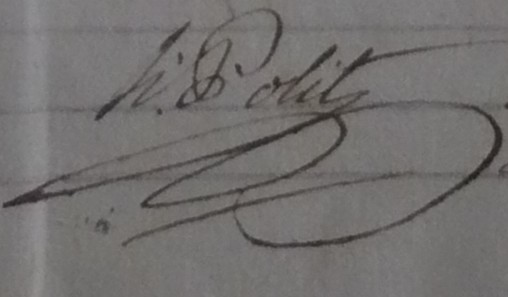
Signature du maire Honoré Polit en 1815.

| Période     | Période                 | Identité              | Étiquette | Qualité                                                      |
| ----------- | ----------------------- | --------------------- | --------- | ------------------------------------------------------------ |
|             |                         |                       |           |                                                              |
| ?           | 1815                    | Honoré Polit          |           |                                                              |
| 1815        | ?                       | Jacques Reyner        |           |                                                              |
|             |                         |                       |           |                                                              |
| 1900        | 1906                    | Louis Cazalens        |           |                                                              |
| 1906        | 1908                    | Thomas Batlle-Foxonet |           |                                                              |
| 1908        | 1912                    | Joseph Batlle         |           |                                                              |
| 1912        | 1935                    | Lucien Reynès         |           |                                                              |
| 1935        | 1944                    | Jean Polit            |           |                                                              |
| 1944        | 1945                    | Edmond Torreilles     |           |                                                              |
| 1945        | mars 1971               | David Vidal           |           |                                                              |
| mars 1971   | mars 1989               | Gabriel Sola          | UDF       |                                                              |
| mars 1989   | juin 1995               | Yves Mir              | RPR       | Conseiller régional de Languedoc-Roussillon                  |
| juin 1995   | 26 janvier 2020 (décès) | Jean-Paul Batlle,     | DVD       | Retraité de la fonction publique                             |
| 24 mai 2020 | En cours                | Laurence Ausina       | DVD-LR    | Professeur des écoles Conseillère départementale depuis 2021 |

### Politique environnementale.
- Ville fleurie : trois fleurs attribuées par le conseil national des Villes et Villages Fleuris de France au Concours des villes et villages fleuris[41].

## Population et société

### Démographie ancienne.
La population est exprimée en nombre de feux (f) ou d'habitants (H).
| 1378 | 1470 | 1515 | 1553 | 1643 | 1709 | 1720 | 1730 | 1755  |
| ---- | ---- | ---- | ---- | ---- | ---- | ---- | ---- | ----- |
| 13 f | 21 f | 24 f | 16 f | 32 f | 20 f | 58 f | 65 f | 105 f |

| 1767  | 1774 | 1789  | 1790  | - | - | - | - | - |
| ----- | ---- | ----- | ----- | - | - | - | - | - |
| 350 H | 65 f | 118 f | 336 H | - | - | - | - | - |

### Démographie contemporaine.
| 1793 | 1800 | 1806 | 1821 | 1831 | 1836 | 1841 | 1846  | 1851  |
| ---- | ---- | ---- | ---- | ---- | ---- | ---- | ----- | ----- |
| 625  | 613  | 700  | 773  | 856  | 956  | 975  | 1 049 | 1 059 |

| 1856  | 1861  | 1866  | 1872  | 1876  | 1881  | 1886  | 1891  | 1896  |
| ----- | ----- | ----- | ----- | ----- | ----- | ----- | ----- | ----- |
| 1 031 | 1 087 | 1 160 | 1 155 | 1 121 | 1 180 | 1 352 | 1 271 | 1 309 |

| 1901  | 1906  | 1911  | 1921  | 1926  | 1931  | 1936  | 1946  | 1954  |
| ----- | ----- | ----- | ----- | ----- | ----- | ----- | ----- | ----- |
| 1 325 | 1 258 | 1 301 | 1 309 | 1 199 | 1 336 | 1 326 | 1 204 | 1 348 |

| 1962  | 1968  | 1975  | 1982  | 1990  | 1999  | 2006  | 2008  | 2013  |
| ----- | ----- | ----- | ----- | ----- | ----- | ----- | ----- | ----- |
| 1 474 | 1 693 | 1 951 | 4 670 | 6 323 | 6 944 | 7 125 | 7 172 | 7 061 |

| 2018  | 2022  | - | - | - | - | - | - | - |
| ----- | ----- | - | - | - | - | - | - | - |
| 7 310 | 7 712 | - | - | - | - | - | - | - |

| selon la population municipale des années : | 1968 | 1975 | 1982 | 1990 | 1999 | 2006 | 2009 | 2013 |
| Rang de la commune dans le département      | 35   | 29   | 13   | 11   | 11   | 12   | 13   | 14   |
| Nombre de communes du département           | 232  | 217  | 220  | 225  | 226  | 226  | 226  | 226  |

### Enseignement.

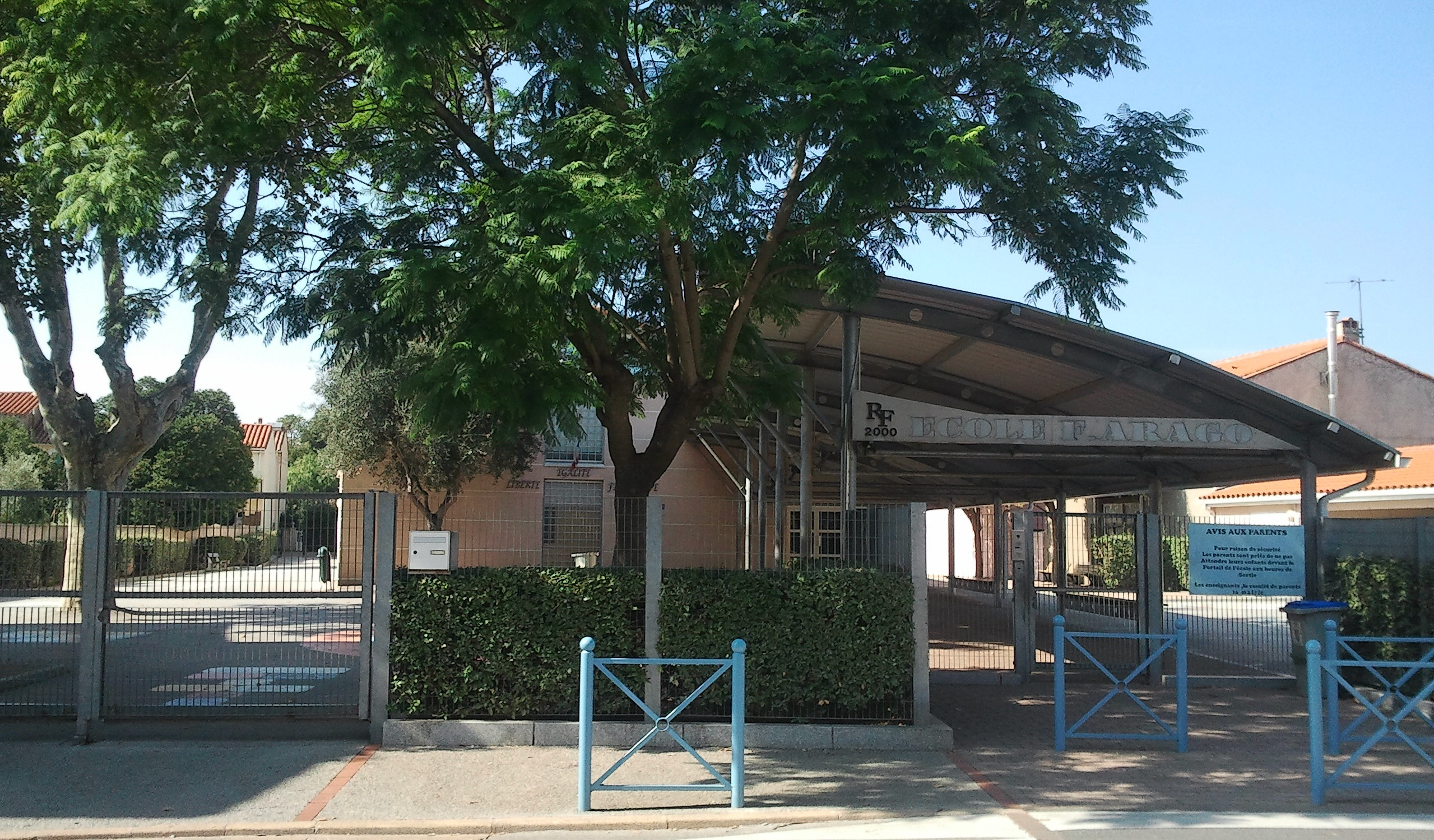
L'école Arago.

La commune de Bompas dispose de deux écoles maternelles et de deux écoles primaires. La scolarité se poursuit au collège à Pia et au lycée à Perpignan.

### Manifestations culturelles et festivités
- Fêtes patronales : 16 septembre, 3 octobre et 16 octobre[50] ;
- Fêtes communales : 2e dimanche de mai et 17 juillet[50] ;
- Fête de la Saint-Jean (23 juin) ;
- Fête de l’escargot lors de laquelle sont consommés plus de 160 000 gastéropodes (dernier week-end de juillet) ;
- Marché : Jeudi matin.

### Sports
Associations sportives
Nombreuse associations sportives dans les disciplines (ordre alphabétique): Athlétisme, Basket, Billard français, Bouling, Budo, Cyclo, Football, Gymnastique volontaire, Judo, Ki Uchi-do, Krav Maga, Kung fu, Nanbudo, Pétanque, Qi-Gong, Rugby, Tai Chi, Tennis, Tir à l'arc, Yoga.
Installations sportives
- Gymnase ;
- Halle des sports ;
- Stade municipal ;
- Courts de tennis ;
- Boulodrome ;
- Tir à l'arc ;
- Parc des sports et des loisirs (9 hectares) ;
- Salle polyvalente.

## Économie

### Revenus
En 2018, la commune compte 3 154 ménages fiscaux, regroupant 7 230 personnes. La médiane du revenu disponible par unité de consommation est de 20 190 € (19 350 € dans le département). 45 % des ménages fiscaux sont imposés (42,1 % dans le département).

### Emploi
|                | 2008   | 2013   | 2018   |
| -------------- | ------ | ------ | ------ |
| Commune        | 8 %    | 11,3 % | 11,3 % |
| Département    | 10,3 % | 12,9 % | 13,3 % |
| France entière | 8,3 %  | 10 %   | 10 %   |

En 2018, la population âgée de 15 à 64 ans s'élève à 4 259 personnes, parmi lesquelles on compte 69,5 % d'actifs (58,2 % ayant un emploi et 11,3 % de chômeurs) et 30,5 % d'inactifs,. En  2018, le taux de chômage communal (au sens du recensement) des 15-64 ans est inférieur à celui du département, mais supérieur à celui de la France, alors qu'en 2008 il était inférieur à celui de la France.
La commune fait partie de la couronne de l'aire d'attraction de Perpignan, du fait qu'au moins 15 % des actifs travaillent dans le pôle,. Elle compte 1 249 emplois en 2018, contre 1 337 en 2013 et 1 316 en 2008. Le nombre d'actifs ayant un emploi résidant dans la commune est de 2 517, soit un indicateur de concentration d'emploi de 49,6 % et un taux d'activité parmi les 15 ans ou plus de 48,4 %.
Sur ces 2 517 actifs de 15 ans ou plus ayant un emploi, 489 travaillent dans la commune, soit 19 % des habitants. Pour se rendre au travail, 88,1 % des habitants utilisent un véhicule personnel ou de fonction à quatre roues, 2,9 % les transports en commun, 6,2 % s'y rendent en deux-roues, à vélo ou à pied et 2,8 % n'ont pas besoin de transport (travail au domicile).

### Activités hors agriculture

#### Secteurs d'activités
521 établissements sont implantés  à Bompas au 31 décembre 2019. Le tableau ci-dessous en détaille le nombre par secteur d'activité et compare les ratios avec ceux du département,.
| Secteur d'activité                                                                                        | Commune | Commune | Département |
| Secteur d'activité                                                                                        | Nombre  | %       | %           |
| --- | ------- | ------- | ----------- |
| Ensemble                                                                                                  | 521     | 100 %   | (100 %)     |
| Industrie manufacturière, industries extractives et autres                                                | 86      | 16,5 %  | (8,7 %)     |
| Construction                                                                                              | 86      | 16,5 %  | (14,3 %)    |
| Commerce de gros et de détail, transports, hébergement et restauration                                    | 108     | 20,7 %  | (30,5 %)    |
| Information et communication                                                                              | 13      | 2,5 %   | (1,9 %)     |
| Activités financières et d'assurance                                                                      | 18      | 3,5 %   | (3 %)       |
| Activités immobilières                                                                                    | 30      | 5,8 %   | (6,2 %)     |
| Activités spécialisées, scientifiques et techniques et activités de services administratifs et de soutien | 50      | 9,6 %   | (13 %)      |
| Administration publique, enseignement, santé humaine et action sociale                                    | 84      | 16,1 %  | (13,9 %)    |
| Autres activités de services                                                                              | 46      | 8,8 %   | (8,5 %)     |

Le secteur du commerce de gros et de détail, des transports, de l'hébergement et de la restauration est prépondérant sur la commune puisqu'il représente 20,7 % du nombre total d'établissements de la commune (108 sur les 521 entreprises implantées  à Bompas), contre 30,5 % au niveau départemental.

#### Entreprises et commerces
Les cinq entreprises ayant leur siège social sur le territoire communal qui génèrent le plus de chiffre d'affaires en 2020 sont : 
- Bompadis, supermarchés (12 580 k€)
- SML, exploitation de gravières et sablières, extraction d'argiles et de kaolin (1 484 k€)
- Syrial Distribution, supérettes (1 066 k€)
- Menuiseries Bruno Martinez (Mbm), fabrication de portes et fenêtres en métal (831 k€)
- SAS Paindis Bompas, cuisson de produits de boulangerie (711 k€)

### Agriculture
|               | 1988 | 2000 | 2010 | 2020 |
| ------------- | ---- | ---- | ---- | ---- |
| Exploitations | 148  | 51   | 17   | 6    |
| SAU (ha)      | 536  | 368  | 112  | 44   |

La commune est dans la « plaine du Roussillon », une petite région agricole occupant la bande côtière et une grande partie centrale du département des Pyrénées-Orientales. En 2020, l'orientation technico-économique de l'agriculture  sur la commune est la polyculture et/ou le polyélevage. Six exploitations agricoles ayant leur siège dans la commune sont dénombrées lors du recensement agricole de 2020 (148 en 1988). La superficie agricole utilisée est de 44 ha,,.

## Culture locale et patrimoine

### Monuments et lieux touristiques

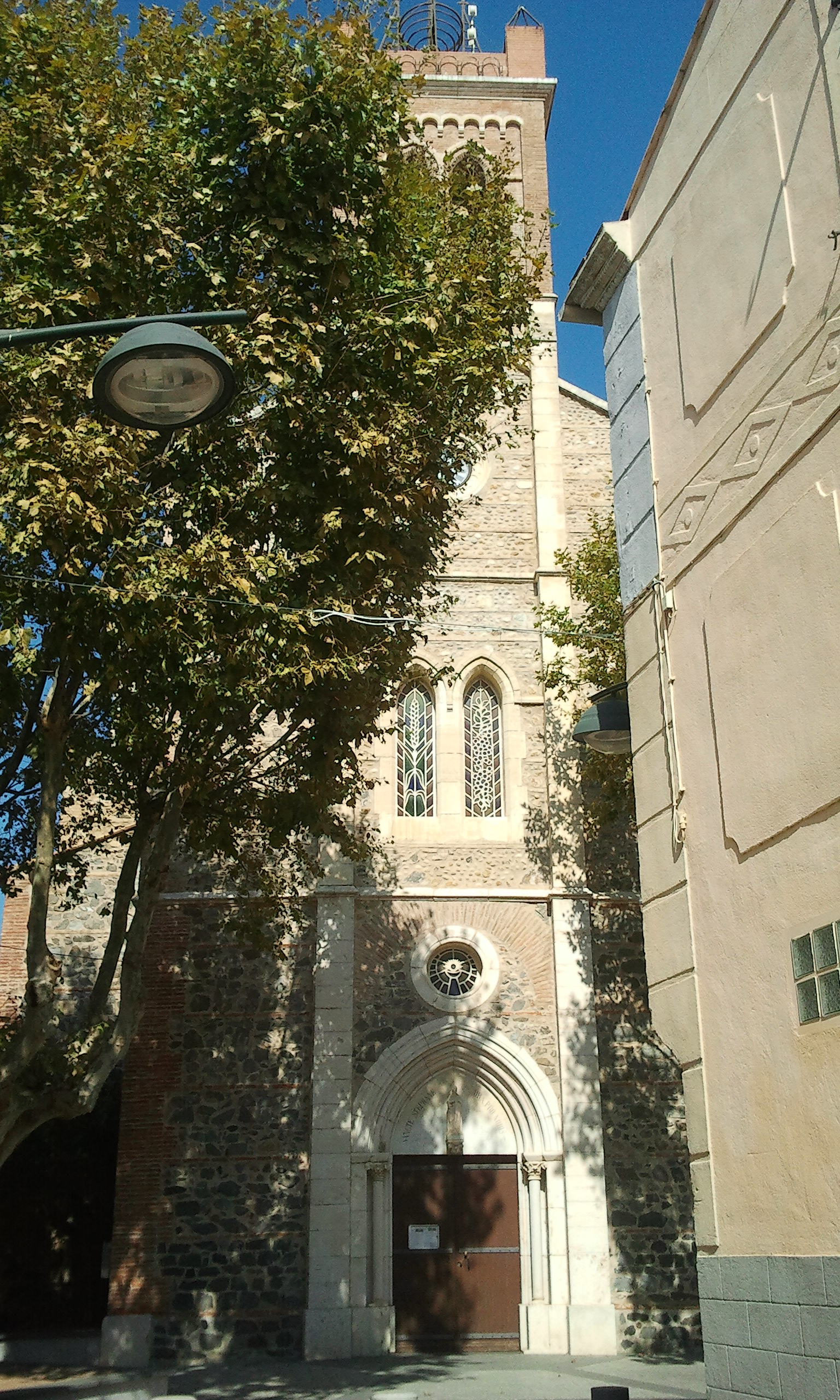
Façade sud de l'église Saint-Étienne à Bompas.

- Ancienne église Saint-Étienne, de style roman, a été rasée au XXe siècle[26].
- Nouvelle église Saint-Étienne : construite en 1865, elle contient le mobilier de l'ancienne église avec notamment plusieurs retables des saintes Rufine et Juste (XVIIe siècle), de la Vierge et du Christ (XVIIIe siècle), des bustes-reliquaires (XVIe siècle) et différentes statues et toiles (XVIIe siècle et XVIIIe siècle)[50].
- Église Saint-Sauveur de Canomals.
- Vestiges des fortifications et de l'ancienne commanderie des templiers (XIIe siècle), parmi lesquels figurent deux tours transformées en habitations[50].

### Personnalités liées à la commune
- André Chauvenet[56] (1900-1981) : l'un des tout premiers résistants de la France Libre, né à Bompas ;
- Jean Sol (1952-) : homme politique, conseiller municipal à Bompas et ancien adjoint au maire ;
- Laurent Carrère (1983-) : boxeur de muay-thaï et de K-1 ayant vécu à Bompas ;
- Matthieu Bourret (1985-) : Joueur de rugby à XV ayant joué à l'Entente Bompas-Villelongue XV.

### Héraldique
| Bompas | De gueules à l'écusson d'azur à un pont courbé maçonné de sable sur une rivière de sinople, accompagné en chef, à dextre de trois épis empoignés d'or, à sénestre d'une grappe de raisin feuillée d'une pièce du même. |